# Shayden Morris
Shayden Jermaine Morris (Newham, 3 novembre 2001) è un calciatore inglese, attaccante dell'Aberdeen.

## Caratteristiche tecniche
È un'ala destra.

## Carriera
Shayden Morris ha iniziato a giocare con il Southend Utd che ha lasciato nel 2018 per firmare con il Fleetwood Town. Ha debuttato in prima squadra il 25 settembre 2019 nell'incontro di EFL Trophy vinto ai rigori contro il Liverpool Under-21. Il 16 luglio 2020 ha firmato il suo primo contratto professionistico ed il 19 gennaio 2021, cinque giorni dopo aver firmato il rinnovo, ha debuttato in League One contro il MK Dons. Il 21 agosto seguente ha segnato il suo primo gol nel successo per 3-2 sul Cheltenham Town.
Il 4 agosto 2022 è stato acquistato dall'Aberdeen.

## Statistiche

### Presenze e reti nei club
Statistiche aggiornate al 17 maggio 2025.
| Stagione        | Squadra         | Campionato      | Campionato | Campionato | Coppe nazionali | Coppe nazionali | Coppe nazionali | Coppe continentali | Coppe continentali | Coppe continentali | Altre coppe | Altre coppe | Altre coppe | Totale | Totale | Totale |
| Stagione        | Squadra         | Comp            | Pres       | Reti       | Comp            | Pres            | Reti            | Comp               | Pres               | Reti               | Comp        | Pres        | Reti        | Pres   | Reti   |        |
| --------------- | --------------- | --------------- | ---------- | ---------- | --------------- | --------------- | --------------- | ------------------ | ------------------ | ------------------ | ----------- | ----------- | ----------- | ------ | ------ | ------ |
| 2019-2020       | Fleetwood Town  | FL1             | 0          | 0          | FACup+CdL       | 0               | 0               |                    | -                  | -                  | FLT         | 1           | 0           | 1      | 0      |        |
| 2020-2021       | Fleetwood Town  | FL1             | 5          | 0          | FACup+CdL       | 0               | 0               |                    | -                  | -                  | FLT         | 4           | 0           | 9      | 0      |        |
| 2021-2022       | Fleetwood Town  | FL1             | 26         | 2          | FACup+CdL       | 1+1             | 0               |                    | -                  | -                  | FLT         | 2           | 0           | 30     | 2      |        |
| 2022-2023       | Fleetwood Town  | FL1             | 1          | 0          | FACup+CdL       | 0               | 0               |                    | -                  | -                  | FLT         | 0           | 0           | 1      | 0      |        |
| 2022-2023       | Aberdeen        | SP              | 13         | 0          | CS+CdL          | 0+2             | 0               |                    | -                  | -                  |             | -           | -           | 15     | 0      |        |
| 2023-2024       | Aberdeen        | SP              | 12         | 0          | CS+CdL          | 3+2             | 0               | UEL+UECL           | 2+1                | 0                  |             | -           | -           | 20     | 0      |        |
| 2024-2025       | Aberdeen        | SP              | 38         | 3          | CS+CdL          | 5+6             | 1+1             | -                  | -                  | -                  | -           | -           | -           | 49     | 5      |        |
| Totale carriera | Totale carriera | Totale carriera | 95         | 5          |                 | 20              | 2               |                    | 3                  | 0                  |             | 7           | 0           | 125    | 7      |        |

## Palmarès
- Coppa di Scozia: 1

Aberdeen: 2024-2025